# HK Slavia Sofia
HK Slavia Sofia (ХК Славия София) je hokejový klub ze Sofie, který hraje Bulharskou hokejovou ligu. Klub byl založen roku 1919 v letech 1944 a 1954 zrušen a v letech 1948 a 1960 obnoven. Jejich domovským stadionem je Slavia Arena s kapacitou 2000 diváků. Do roku 1954 hrál jako Udarnik Sofia.

## Úspěchy
Bulharská hokejová liga - 1. místo 21 x (1953, 1954, 1985, 1987, 1988, 1991, 1993, 1994, 1996, 1997, 1998, 2000, 2001, 2002, 2004, 2005, 2008, 2009, 2010, 2011, 2012)
Bulharský pohár - 1. místo 15 x (1954, 1963, 1970, 1992, 1993, 1994, 2001, 2002, 2003, 2004, 2008, 2009, 2010, 2011)

## Historie
Lední hokej ve Slavia Sofia byl založen 1919 a v roce 1944 zanikl. V roce 1948 byl klub obnoven a v roce 1949 přejmenován na Udarnik Sofia, ale v roce 1954 byl klub opět uzavřen. V roce 1960 byl lední hokej v klubu Slavia Sofia opět obnoven a tým hraje Bulharskou hokejovou ligu až do dnes. Slavia Sofia je s 21 tituly nejúspěšnější bulharský hokejový klub.

## Historické názvy
- 1919 - 1944 - NFD Slavia Sofia
- 1948 - 1949 - HK Slavia Sofia
- 1949 - 1954 - HK Udarnik Sofia
- 1960 - 1969 - HK Slavia Sofia
- 1969 - 1971 - JSK Slavia Sofia
- 1971 - ???? - HK Slavia Sofia

## Statistiky

### Přehled ligové účasti

#### Stručný přehled
1951-1954 - Bulharská liga ledního hokeje (1. ligová úroveň v Bulharsku)
1959/???? - Bulharská liga ledního hokeje (1. ligová úroveň v Bulharsku)

## Účast v mezinárodních pohárech
HK Levski Sofia hrál v sedmi ročnících Evropského hokejového poháru, odehrál 20 zápasů z toho 3 vítězné a 1 postoupil ze skupiny.
V 11 ročnících Kontinentálního poháru odehrál klub 34 zápasů z nichž 9 vyhrál v normální hrací době a 1 po prodloužení, ale nikdy nepostoupil ze skupiny.
V BAHL 2015/2016 odehrál HK Slavia Sofia 12 zápasů ve kterých uhrál 12 bodů.